# Сотаки
Сотаки (словац. Sotáci) — субэтническая группа словаков, населяющая долины Лаборца, Удавы, Цирохи, Ондавы и Ондавки между Стропковом, Сниной и Гуменне в Прешовском крае Словакии (в первой половине XX века область расселения сотаков включала около 50 сёл). Исторически сотаки представляют собой русинское население, которое восприняло словацкую этническую идентичность и перешло с русинского на словацкий язык. Исследователи, прежде всего на рубеже XIX—XX веков, описывают сотаков чаще всего как переходную группу между словаками и русинами. Польский исследователь З. Штибер полагал, что следует относиться с сомнением к гипотезе русинского происхождения сотаков, а словацкий учёный Й. Лишка считал, что сотаки изначально были словаками, попавшими под влияние восточных славян (с возможной словакизацией нескольких русинских сёл).
Верующие сотаки — католики, грекокатолики, евангелисты.
Название сотаков происходит от употребляемого в их говорах вопросительного местоимения so (слов. литер. čo «что»). П. Й. Шафарик считал, что этноним «сотаки» восходит к названию племени сатагов, которые упоминаются с V века.
С. Цамбель отмечал, что сотаки отличают себя как от русинов, от которых произошли, так и от восточных словаков, с которыми сблизились по языку и культуре.
Согласно исследованиям М. Ю. Дронова «переходное в языковом отношении русинско-словацкое население» было известно не только как «сотаки», но и как «цотаки» и «словяки», «эти три наиболее распространённых названия частично друг на друга накладывались». При этом этноним «словяки» являлся самоназванием абсолютного большинства восточных словаков. Формированию особой сотацкой этнической идентичности способствовало появление печатных изданий,
предназначенных для сотаков, в которых наряду с использованием сотацких говоров распространялись идеи существования особой сотацкой этнической группы. В межвоенный период идеи сотацкой идентичности распространялись благодаря деятельности Автономного земледельческого союза (Автономный Земледѣльскiй Союз) и его лидера Андрея Бродия (сотацкая страница на латинице выпускалась в 1924—1939 годах вместе с партийной газетой «Русский Вѣстник»). Целью данного движения было распространение среди сотаков более широкой карпаторусинской или русской идентичности. Но вместо этого у сотаков закрепилось обособленное этническое самосознание, чему способствовали наличие собственного самоназвания и ярких диалектных особенностей.
Сотаки являются носителями сотацких говоров, относящихся к восточному ареалу восточнословацкого диалекта словацкого языка. Данные говоры сформировались в результате длительных языковых контактов восточнословацких говоров с русинскими (лемковскими) — в них отмечается восточнославянское влияние в фонетике и морфологии, а также многочисленные украинизмы в лексике (возможно, восточнославянский субстрат). По мнению Й. Лишки сотацкие говоры были изначально словацкими, которые позднее подверглись сильному восточнославянскому влиянию.